# Intel 8087

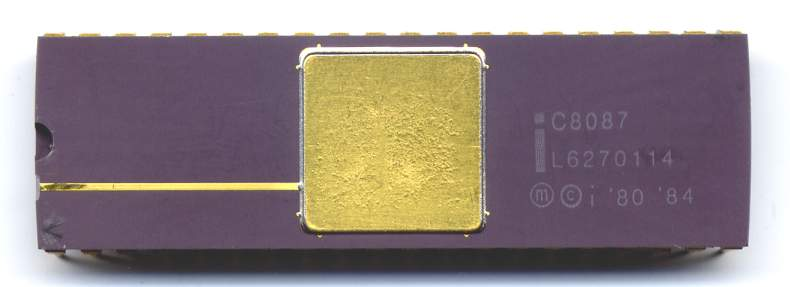
Coprocessador matemático Intel C8087

O 8087 foi o primeiro coprocessador matemático projetado pela Intel para uso com microprocessadores de 16 bits (mais especificamente o 8088 e o 8086). Foi precedido pelo I8231, mas este havia sido projetado para operar com o Intel 8080, de 8 bits. A função do 8087, o primeiro da família x87, era acelerar sob demanda a computação envolvendo comandos matemáticos de ponto flutuante. Dependendo do aplicativo, o incremento na performance do sistema podia ir de 20% a 500%. O 8087 podia realizar cerca de 50.000 operações de ponto flutuante por segundo (FLOPS), dependendo da operação realizada.
O 8087 era capaz de verificar se estava trabalhando em conjunto com um 8088 ou 8086, monitorando o barramento de dados durante o ciclo de reset.
O 8087, anunciado em 1980, teve como descendentes os 80287, 80387DX/SX e 80487. A partir do 80486DX, a Intel passou a incluir coprocessadores matemáticos no próprio núcleo da CPU.
O 8087 contém 45.000 transístores, com tecnologia de circuitos de 3 mícrons (comparativamente, o 8086 tem 29.000 transístores).